# Боровичи (Волынская область)
Боро́вичи (укр. Боровичі) — село в Колковской поселковой общине Луцкого района Волынской области Украины. Расположено на реке Стыр.
До 2020 года входило в Маневичский район.
Код КОАТУУ — 0723680301. Население по переписи 2001 года составляет 1109 человек. Почтовый индекс — 264837. Телефонный код — 8 — 03376. Занимает площадь 4,16 км².